# La Ligue de l'Imaginaire
La Ligue de l'Imaginaire est un collectif d'écrivains francophones créé en 2008, avec pour objectif de promouvoir les littératures de l’imaginaire.

## Fondation et objectif du collectif
La ligue de l’imaginaire est créée en 2008 par Maxime Chattam, Olivier Descosse, Henri Loevenbruck et Franck Tilliez. Leur objectif est de promouvoir entre autres le thriller, la science-fiction et le polar.
Le collectif est créé  lors d’une soirée dans un chalet et initialement nommé Les marmottes exhibitionnistes.
Le dénominateur commun unissant les auteurs du collectif est l'importance accordée à l'imaginaire dans leurs œuvres respectives, revendiquant l’héritage d’auteurs tels que Alexandre Dumas pour redonner sa place à la littérature liée à l’imaginaire, et selon Henri Lœvenbruck, « réhabiliter le genre littéraire un peu décrié du thriller  ». Les membres de la ligue de l’imaginaire estiment que la littérature de genre est celle qui parle le mieux des problématiques du quotidien.
La ligue agit au travers de conférences, de rencontres, d’un prix littéraire et aussi d’œuvres de fiction collectives,.

## Membres du collectif
Le collectif réunit en avril 2024 vingt-trois membres et une secrétaire, Amélie Andrieux :
- Barbara Abel[9]
- Amélie Andrieux
- Olivier Bal[10]
- Jean-Luc Bizien[10]
- Mireille Calmel
- Maxime Chattam[11]
- Olivier Descosse[1]
- Sandrine Destombes
- Sébastien Drouin
- Éric Giacometti[12]
- Johana Gustawsson
- David S. Khara[13]
- Alexis Laipsker
- Nicolas Lebel
- Mathias Malzieu[10]
- Patrick Manoukian (Ian Manook)[14]
- Bernard Minier[9]
- Olivier Norek[9]
- Jacques Ravenne[15]
- Cédric Sire
- Nicolas Tackian
- Franck Thilliez[1]
- Bernard Werber[10]
- Erik Wietzel

### Anciens membres
- Agnès Abécassis[9]
- Patrick Bauwen
- Henri Lœvenbruck (jusqu'en 2024[16])
- Laurent Scalese

## Actions

### Participation à des salons littéraires
La Ligue de l'Imaginaire participe régulièrement à des salons littéraires.
- 2011 : festival Plume de glace de Serre Chevalier[17],[18]
- 2014 : festival international du film fantastique de Gérardmer[19]
- 2016 : festival des Vendanges du Polar de Lisle-sur-Tarn[20]

### Prix de la ligue de l’imaginaire
En 2013, La Ligue de l'Imaginaire inaugure un nouveau prix littéraire : le Prix du Boulevard de l'Imaginaire, dont la première édition s'est tenue fin juin 2013 au Grand Rex. Le trophée, offert conjointement par la Ligue ainsi que par le musée Grévin, est un moule en cire de la main de Victor Hugo, (l'auteur avait inauguré l'ouverture du musée Grévin en 1882). La première édition du Prix du Boulevard de l'Imaginaire, récompense alors Paul Colize, pour son livre Un long moment de silence.
En 2017, le prix change de nom et devient le Prix La Ligue de l'Imaginaire - Cultura.
En 2025, le prix change de nom et devient le Prix Ensemble pour l'imaginaire, en partenariat avec les Librairies Ensemble

#### Palmarès
- 2013 : Paul Colize, Un long moment de silence (la Manufacture de livres, 2013)[24]
- 2014 : Ian Manook, Yeruldelgger (Albin Michel, 2013)
- 2017 : Benoît Minville, Rural Noir (Gallimard, coll. "Série noire", 2016)
- 2018 : Olivier Norek, Entre deux mondes (Michel Lafon)
- 2019 : Niko Tackian, Avalanche hôtel (Calmann Levy Noir)[25]
- 2020 : Sandrine Destombes, Madame B (Hugo Thriller)
- 2021 : Olivier Bal, La forêt des disparus (XO)
- 2022 : Alexis Laipsker, Les Poupées (Michel Lafon)
- 2023: Johana Gustawsson, L'Île de Yule (Calmann-Levy)[26],[27]
- 2024 : Sonja Delzongle, Noir comme l'orage (Fleuve éditions)

### Œuvres de fiction collectives
- collectif, La nouvelle du lendemain[28]Opération organisée pendant le confinement par la Ligue de l’Imaginaire, le festival Lisle noir et Cultura. Chaque jour un auteur de roman noir étant invité à écrire sa version du jour d’après le confinement.

- collectif, L'Empreinte sanglante, Paris, Fleuve noir, 12 novembre 2009, 286 p. (ISBN 978-2-265-08911-2, BNF 42093659)Ce recueil regroupe sept nouvelles écrites par huit auteurs : Raphaël Cardetti : Ma plus belle histoire d'amour ; Maxime Chattam : Le Fracas de la viande chaude ; Olivier Descosse : Le Raid ; Éric Giacometti et Jacques Ravenne : Délocalisation ; Karine Giébel : J'aime votre peur ; Laurent Scalese : Dernier contrat ; Franck Thilliez : Ouroboros.

- Le Pire des Noëls : nouvelles inédites, anthologie au profit de l'association Le Rire médecin. Paris : Le Livre de Poche Policier n° 37838, 11/2024, 283 p.  (ISBN 978-2-253-25307-5)